# 옥천로
옥천로(沃川路)는 대전광역시 동구 인동 제1치수교앞네거리와 충청북도 옥천군 이원면 백지리를 잇는 도로이다. 국도 제4호선과 지방도 제501호선의 일부이다.

## 역사
- 2009년 7월 10일 : 2개 이상 시·도에 걸쳐 있는 도로로 옥천로를 고시[1]
- 2011년 6월 2일 : 대전광역시와 충북 옥천군 경계를 기준으로 식장산로와 옥천로 분할안 의견수렴공고.
- 2014년 1월 8일 : 이백지구 위험도로(옥천군 군북면 이백리) 1.34km 구간 개량 개통, 기존 800m 구간 폐지[2]

## 주요 경유지
대전광역시
- 동구

충청북도
- 옥천군 (군북면 - 옥천읍 - 동이면 - 이원면)

## 노선

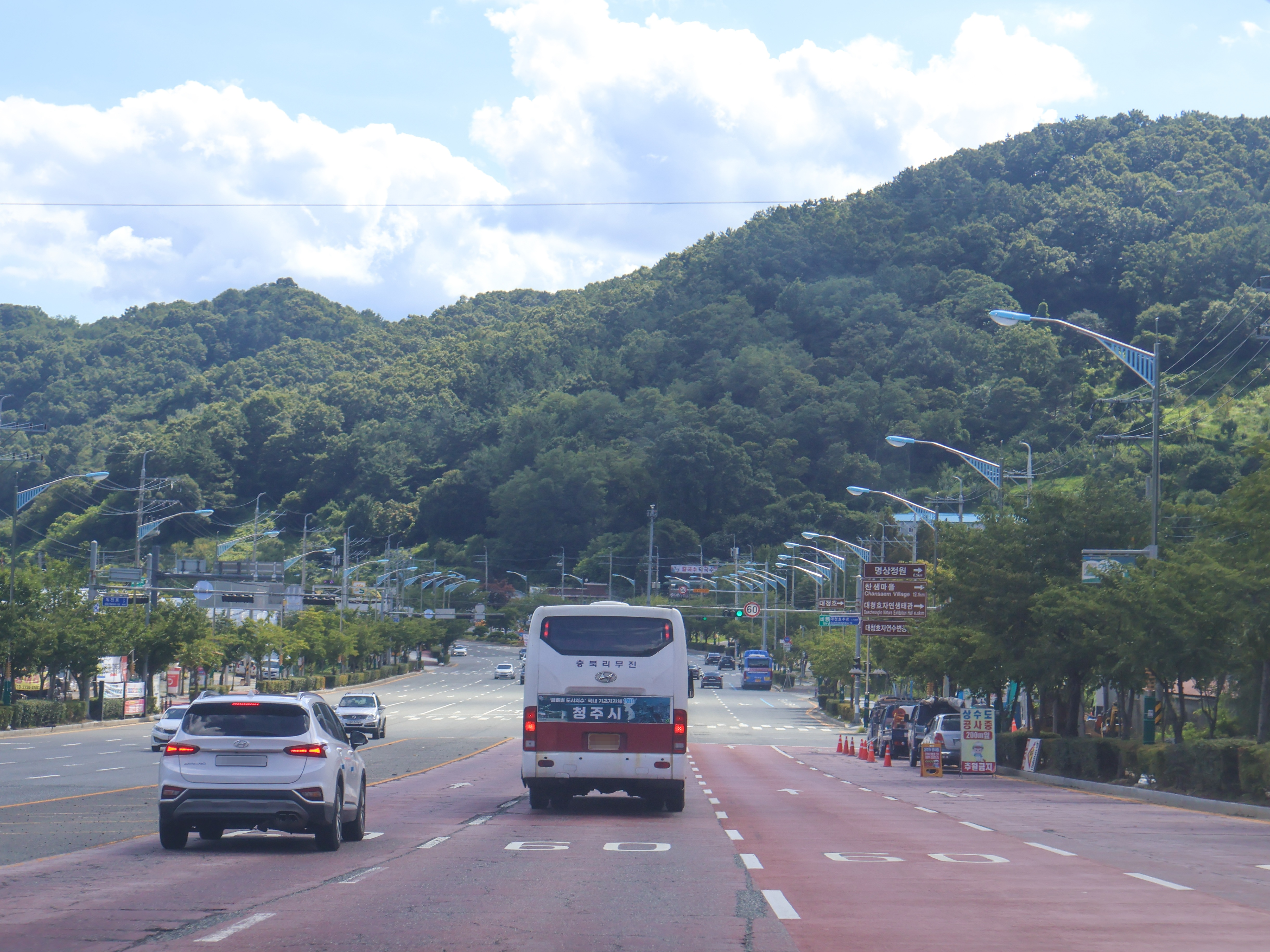
비룡삼거리 (2024년 7월)

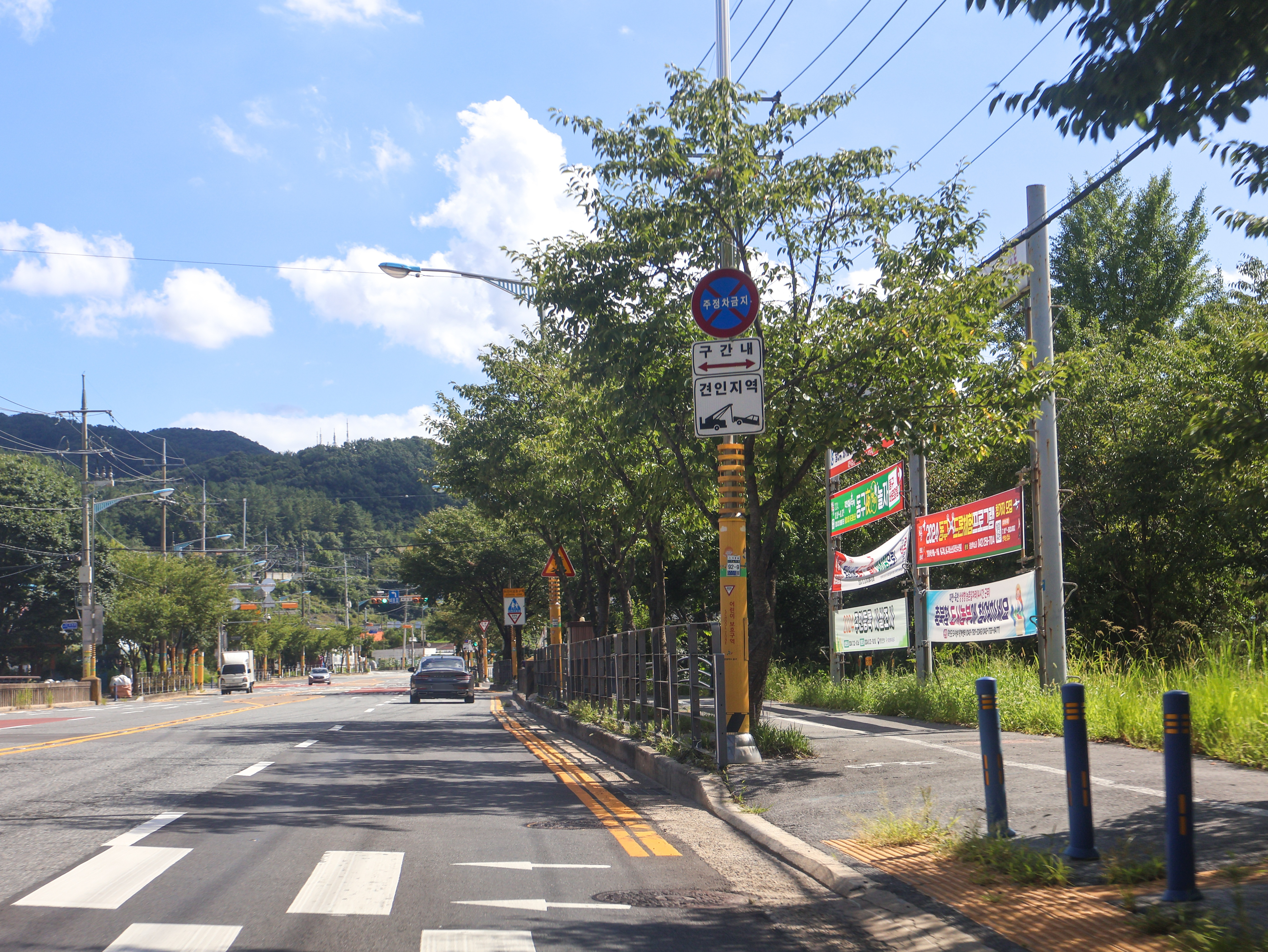
대전 삼정동 어린이보호구역 구간

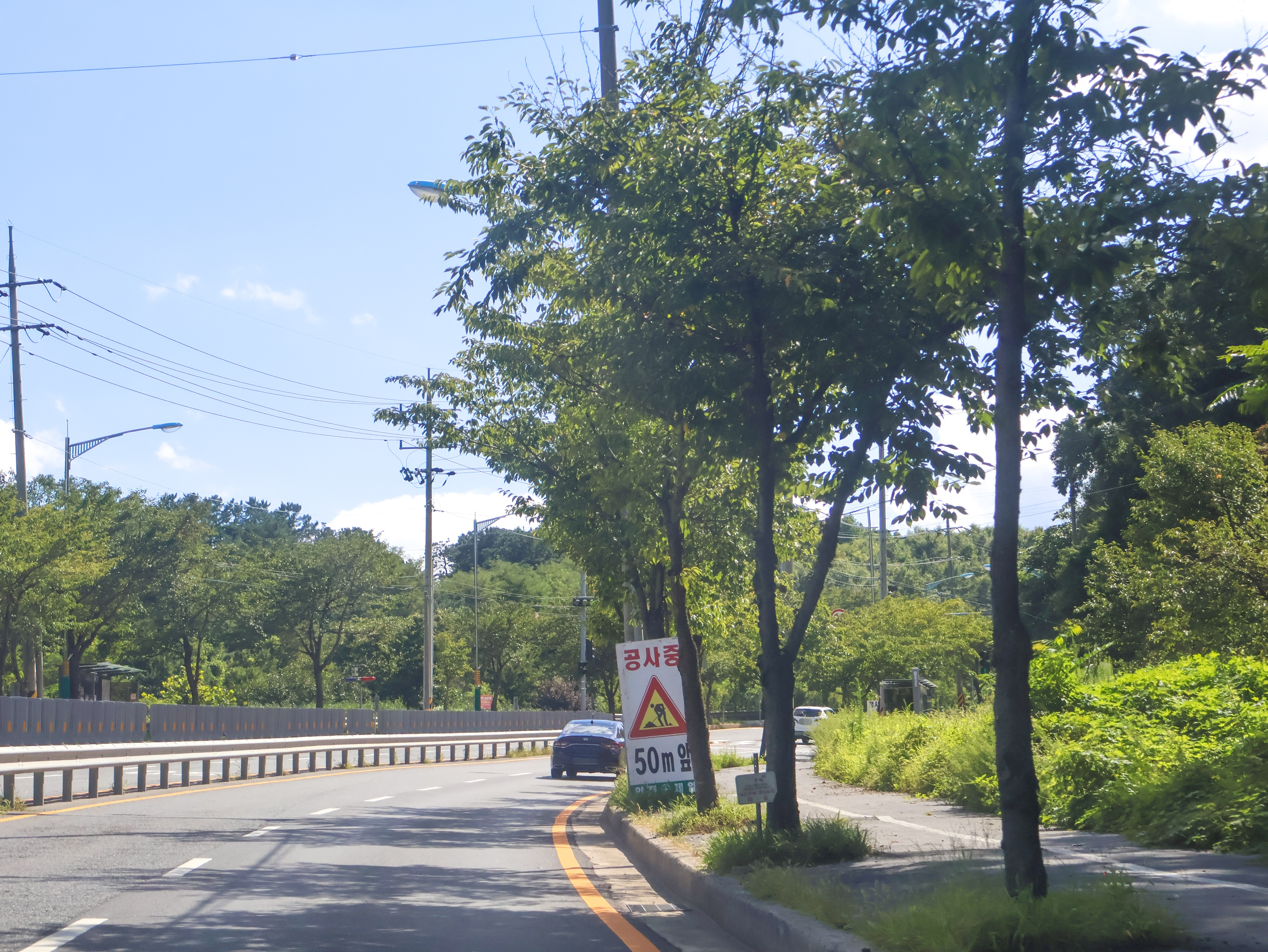
인도는 원래 적색과 옥색이었으나 2019년 흑색으로 바뀌었다. 사진은 2024년 7월 촬영.

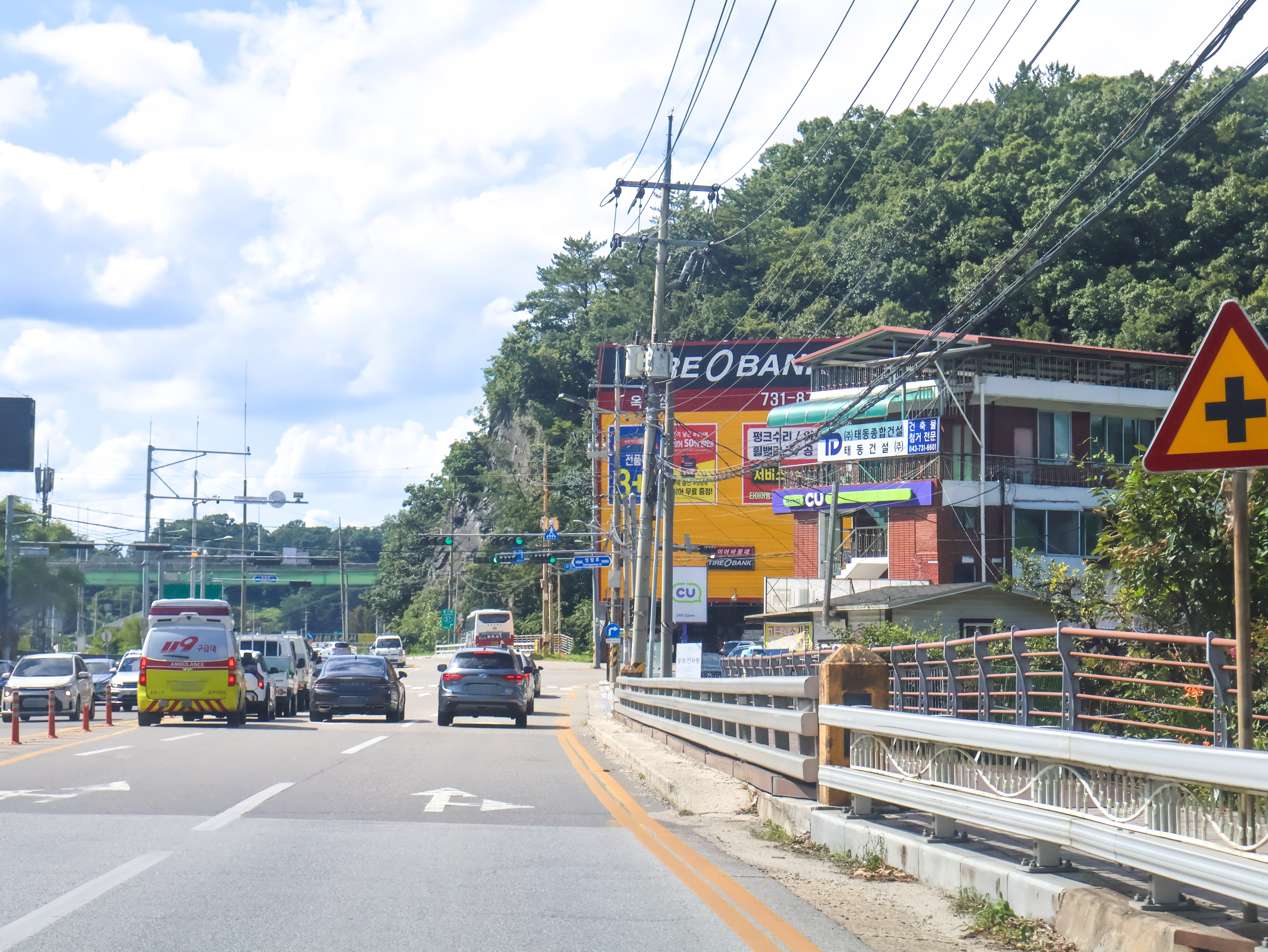
삼거교

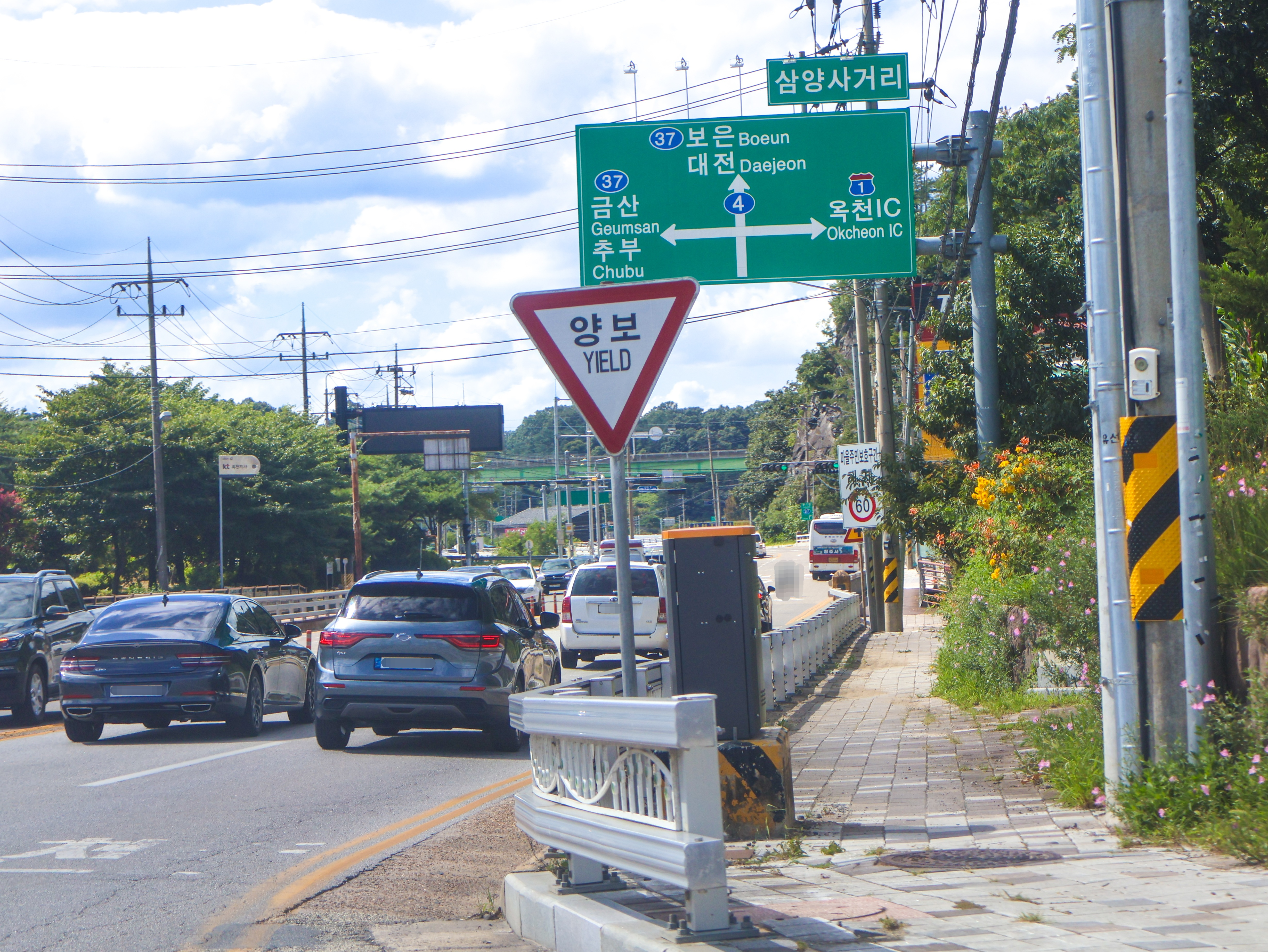
터미널사거리

| 이름                       | 접속 노선                                            | 소재지     | 소재지 | 비고                  |
| -------------------------- | ---------------------------------------------------- | ---------- | ------ | --------------------- |
| 제1치수교앞네거리          | 국도 제4호선 (충무로) 대동천좌안3길                  | 대전광역시 | 동구   |                       |
| 제2치수교앞네거리          | 계족로                                               | 대전광역시 | 동구   |                       |
| 신흥역                     |                                                      | 대전광역시 | 동구   |                       |
| (이름 없음)                | 동구청로 동부로                                      | 대전광역시 | 동구   |                       |
| 판암역                     |                                                      | 대전광역시 | 동구   |                       |
| 판암네거리                 | 새울로                                               | 대전광역시 | 동구   |                       |
| 판암 나들목 (판암지하차도) | 35호선 통영대전고속도로 300호선 대전남부순환고속도로 | 대전광역시 | 동구   |                       |
| 비룡삼거리                 | 대청호수로                                           | 대전광역시 | 동구   |                       |
| 식장산삼거리               | 세천공원로                                           | 대전광역시 | 동구   |                       |
| 세천삼거리                 | 회남로                                               | 대전광역시 | 동구   |                       |
| 증약교                     |                                                      | 옥천군     | 군북면 |                       |
| 이백삼거리                 | 비야대정로                                           | 옥천군     | 군북면 |                       |
| 백석교                     |                                                      | 옥천군     | 군북면 |                       |
| 서정2 교차로               | 국도 제37호선 (대청로)                               | 옥천군     | 옥천읍 |                       |
| 군서교 삼양교              |                                                      | 옥천군     | 옥천읍 |                       |
| 삼양사거리                 | 성왕로                                               | 옥천군     | 옥천읍 |                       |
| 삼거교                     |                                                      | 옥천군     | 옥천읍 |                       |
| 삼양삼거리                 | 삼양로 가화길                                        | 옥천군     | 옥천읍 |                       |
| 옥천대교                   |                                                      | 옥천군     | 옥천읍 |                       |
| 가화지하차도               | 지방도 제501호선 (금장로)                            | 옥천군     | 옥천읍 |                       |
| 옥천역삼거리               | 중앙로                                               | 옥천군     | 옥천읍 |                       |
| 마암삼거리                 | 중앙로1길                                            | 옥천군     | 옥천읍 |                       |
| 금구교                     |                                                      | 옥천군     | 옥천읍 |                       |
| 과선교사거리               | 마암로 마장로                                        | 옥천군     | 옥천읍 |                       |
| 마암교 대천교              |                                                      | 옥천군     | 옥천읍 |                       |
| 원각사거리                 | 청풍로 의료단지길                                    | 옥천군     | 옥천읍 |                       |
| 적하삼거리                 | 지방도 제501호선 (동이농공길)                        | 옥천군     | 동이면 | 지방도 제501호선 구간 |
| 구짐티삼거리               | 묘목로                                               | 옥천군     | 이원면 | 지방도 제501호선 구간 |
| 검진교                     |                                                      | 옥천군     | 이원면 | 지방도 제501호선 구간 |
| 이원삼거리                 | 지방도 제501호선 (청풍로)                            | 옥천군     | 이원면 | 지방도 제501호선 구간 |
| 이원교 과선교              |                                                      | 옥천군     | 이원면 |                       |
| 원동삼거리                 | 지방도 제514호선 (이원심천로)                        | 옥천군     | 이원면 |                       |
| 난계로와 직결              |                                                      |            |        |                       |

## 주요 건물 및 시설
- 신흥역 (대전광역시 동구 옥천로 지하70)
- 판암1동 행정복지센터 (대전광역시 동구 옥천로 157-7)
- 판암역 (대전광역시 동구 옥천로 지하162)
- 판암차량사업소 (대전광역시 동구 옥천로 270)
- 동대전정신병원 성신원 (대전광역시 동구 옥천로 315)
- 대전동신과학고등학교 (대전광역시 동구 옥천로 423)
- 비룡동우체국 (대전광역시 동구 옥천로 427)
- 세천초등학교 (대전광역시 동구 옥천로 610-12)
- 세천파출소 (대전광역시 동구 옥천로 627)
- 대청동 행정복지센터 (대전광역시 동구 옥천로 633)
- 증약초등학교 (충청북도 옥천군 군북면 옥천로 1006-22)
- 군북파출소 (충청북도 옥천군 군북면 옥천로 1114)
- 옥천역 (충청북도 옥천군 옥천읍 옥천로 1622)
- 세븐일레븐 옥천역점 (충청북도 옥천군 옥천읍 옥천로 1634)
- S-OIL 원각주유소 (충청북도 옥천군 옥천읍  (옥천로 2058)
- HD현대오일뱅크(충청북도 옥천군 옥천읍 세산오일뱅크 (옥천로 2184)